# Ancistrorhynchus capitatus
Ancistrorhynchus capitatus är en orkidéart som först beskrevs av John Lindley, och fick sitt nu gällande namn av Victor Samuel Summerhayes. Ancistrorhynchus capitatus ingår i släktet Ancistrorhynchus och familjen orkidéer. Inga underarter finns listade i Catalogue of Life.